# PowderKeg
PowderKeg in Silver Dollar City (Branson, Missouri, USA) ist eine Stahlachterbahn der Hersteller Premier Rides und S&S Power, die 1999 als BuzzSaw Falls eröffnet wurde. Ursprünglich war sie eine Wasserachterbahn, die von Premier Rides gebaut und vom Ingenieurbüro Stengel GmbH konstruiert wurde. Zwischen 2003 und 2005 wurde die Bahn von S&S Power umgebaut.
Die Fahrt unterteilt sich in zwei Abschnitte: Zuerst bringt eine Transferschiene den Zug nach Verlassen der Station zur Beschleunigungsstrecke. Hier wird der Zug binnen 2,8 Sekunden von 0 auf 85,3 km/h per Druckluft beschleunigt. Nach ein paar Hügeln und Kurven, erreicht er den zweiten Abschnitt der Strecke, wo eine Kette den Zug auf den Lifthill hochzieht. Es folgt eine steile Abfahrt sowie noch eine Kurve, bevor er die Schlussbremse erreicht.

## Züge
PowderKeg besitzt drei Züge mit jeweils vier Wagen. In jedem Wagen können vier Personen (zwei Reihen à zwei Personen) Platz nehmen. Die Fahrgäste müssen mindestens 1,07 m groß sein, um mitfahren zu dürfen.